# Rafflesia baletei
Rafflesia baletei är en tvåhjärtbladig växtart som beskrevs av Barcelona och Cajano. Rafflesia baletei ingår i släktet Rafflesia, och familjen Rafflesiaceae. Inga underarter finns listade i Catalogue of Life.